# Braives
Braives (valonă Braive) este o comună francofonă din regiunea Valonia din Belgia. Comuna este formată din localitățile Braives, Avennes, Ciplet, Fallais, Fumal, Latinne, Tourinne și Ville-en-Hesbaye. Suprafața totală a comunei este de 44,00 km². La 1 ianuarie 2008 comuna avea o populație totală de 5.660 locuitori. 